# 공익을 위한 소프트웨어 재단
공익을 위한 소프트웨어 재단 (Software in the Public Interest, Inc.)은 다른 단체가 자유 오픈 소스 소프트웨어 및 오픈 소스 하드웨어를 개발하고 배포할 수 있도록 돕기 위해 설립된 뉴욕주에 소재한 미국 501(c)(3) 비영리 단체이다.  자유 소프트웨어 커뮤니티에 참여하는 누구나 회원이 될 수 있다.
공익을 위한 소프트웨어 재단은 원래 데비안 프로젝트가 기부를 받을 수 있게 하기 위해 만들어졌지만, 현재는 많은 자유 및 오픈 소스 프로젝트에 재정 후원자 역할을 하고 있다.
공익을 위한 소프트웨어 재단은 2007년부터 2011년까지 위키미디어 재단 이사회 선거를 주최하고 중립적인 제3자로서 집계를 감사했다

## 관련 프로젝트
- 아치 리눅스
- 아두파일럿
- 웨스노스 전쟁
- 데비안
- FFmpeg
- 플럭스박스
- 그누스텝
- 리브레오피스
- MinGW
- PostgreSQL
- 프라이복시
- Systemd
- Translatewiki.net
- X.Org 재단
- 하스켈

## 같이 보기
- 자유-오픈 소스 소프트웨어 단체 목록